# Сюриан, Жан-Батист
Жан-Батист Сюриан (фр. Jean-Baptiste Surian; 20 сентября 1670, Сен-Шам — 3 августа 1754, там же) — французский католический священнослужитель, епископ Ванса, проповедник, оратор. Член Французской академии (кресло № 25) с 1733 по 1754 год.

## Биография
В апреле 1695 г. был рукоположен. До декабря 1727 г. служил священником, после чего был назначен епископом Ванса, самого отдалённого от Парижа епископства королевства. На этом посту служил до своей смерти в 1754 году.
За время службы в Вансе основал больницу Святого Жака, которая впоследствии стала городским хосписом и которой он завещал всё своё имущество после смерти.
Отличался красноречием. Талантливый	проповедник. В 1732 году в Париже произнёс надгробную речь по поводу смерти короля Сардинии Виктора Амадея II.
В 1733 году был избран во Французскую академию. Занимал кресло № 25 до 1754 года.